# Virus, il mago della foresta morta

Virus, il mago della foresta morta (« Virus, le magicien de la forêt morte ») est une série de bande dessinée de science-fiction italienne créée par le scénariste Federico Pedrocchi et le dessinateur Walter Molino. Ses deux premiers épisodes ont été publiés en 1939-1940 dans l'hebdomadaire L'Audace, puis un troisième, dessiné par Antonio Canale, en 1946 dans Topolino.
Virus est un savant fou qui tente de conquérir le monde avec l'aide de son serviteur hindou Tirmud. Depuis son laboratoire, situé au beau milieu d'une forêt pétrifiée et protégé des intrusions extérieures par un champ électromagnétique, il met au point une machine lui permettant de réveiller les morts et se crée une armée d'Égyptiens antiques. Ceux-ci sont défaits par l'Italien athlétique Roberto et son jeune neveu Piero.
Considérée comme l'une des meilleures bandes dessinées italiennes d'avant-guerre, et des bandes dessinée de science-fiction des années 1930 en général, Virus a été régulièrement réimprimée en Italie mais reste peu connue dans le reste du monde.